# Främre Orientens kronologi
Främre Orientens kronologi är den tidsram som används för att bestämma vid vilken tidpunkt de forntida kulturerna i den Främre Orienten varade. Då en gemensam tideräkning saknades finns flera metoder att rekonstruera kronologin med hjälp av historiska dokument och astronomi. Stommen för den Främre Orientens kronologi är den assyriska, babyloniska och egyptiska kronologin.

## Bakgrund
De forntida kulturerna i den Främre Orienten tillämpade ingen enhetlig tideräkning. Till skillnad från tideräkningen i senare kulturer, exempelvis hos romare, kineser och maya, saknades en kalender som löpte oberoende av regeringstiderna för respektive rikes härskare. År "1" återkom sålunda så fort en ny härskare bestigit tronen. Detta medför avsevärda problem för nutidens forskare att rekonstruera exakt vilket astronomiskt år som motsvarar de historiska dateringarna. Bestämningen av såväl enskilda årtal som längre tidsperioder såsom bronsåldern undersöks med hjälp av historiska dokument och astronomi. Inom arkeologi använder man även den så kallade C14-metoden. Den är dock alltför inexakt för att kunna tillämpas för enskilda årtal. Ett annat hjälpmedel är dendrokronologi, årsringar hos träd.

## Den assyriska och babyloniska kronologin
Den assyriska och babyloniska kronologin är baserad på nedtecknade kungalistor med regeringsår, forntida daterade astronomiska observationer, limmu-listor med eponymer för kungliga ämbetsmän och viktiga historiska länkar som finns mellan Assyrien och Babylonien och andra länder.
För den Gammal-babyloniska tiden är de babyloniska observationerna av planeten Venus viktigast. Beräkningar av dessa astronomiska observationer visar att de kan dateras till återkommande perioder av ca 60 år. Därför finns en "hög", "medel", och "låg" kronologi för den Gammal-babyloniska tiden, vilka skiljer sig åt med upp till 120 år. I princip kan dessa dateringar även förskjutas ännu längre framåt i 60-årscykler. Även om mycket talar för den lägre kronologin förekommer alla tre i litteraturen. Hammurabis regeringstid kan därför variera mellan:
- Hög kronologi: 1848-1806 f.Kr.
- Medel kronologi: 1792-1750 f.Kr.
- Låg kronologi: 1728-1686 f.Kr.

Babylons fall till hettiterna och slutet för den Gammal-babyloniska tiden utgör en viktig länk till i synnerhet den äldre hettitiska historien. Dateringen av denna händelse varierar mellan:
- Hög kronologi: 1651 f.Kr.
- Medel kronologi: 1595 f.Kr.
- Låg kronologi: 1534 f.Kr.

Den assyriska kronologin är välkänd från 912 f.Kr. under Neo-assyrisk tid. Den grundar sig bland annat på en nedtecknad solförmörkelse i Nineve, vilken har beräknats till 763 f.Kr. Utifrån de assyriska limmu-listorna med eponymer och viktiga historiska händelser kan vi rekonstruera den assyriska kronologin år för år. Tiden efter 747 f.Kr. anses vara helt tillförlitlig ifråga om dateringar. Dessa årtal kan fastställas genom astronomiska dateringar i den lista över solförmörkelser som astronomen Ptolemaios angav i sitt verk Almagest.

## Egyptisk kronologi
Årtalen i den egyptiska kronologin kan inte bestämmas med exakthet före år 664 f.Kr. då det finns en direkt länk till assyrisk kronologi. Tidiga historiker förlitade sig mycket på kopior av Manethos egyptiska historia, trots att denna ofta stod i konflikt med andra källor. Det har dock visat sig att många av härskarna var samtida med varandra, särskilt under mellantiderna, varefter dateringarna har förkortats. Betydelsefulla fornegyptiska källor är kungalistorna från templet i Abydos, en grav i Sakkara och Turinlistan, vilka alla nedtecknades under Egyptens nittonde dynasti. En annan källa för det Gamla riket och Tidig dynastisk tid är Palermostenen. I allmänhet blir uppgifterna om regeringslängder mer osäkra desto längre tillbaks i den egyptiska historien man kommer, med vissa undantag.
Med hjälp av astronomiska uppgifter i fornegyptiska texter om stjärnan Sirius och månobservationer kan vissa datum under det Mellersta och Nya riket rekonstrueras. I den äldre egyptologin satte man stor vikt vid de så kallade Sothiscyklerna, en cykel under vilken stjärnan Sirius (Sothis) uppgång återkom på ett bestämt datum, heliakisk uppgång, vilken inträffade på nyårsdagen i den egyptiska kalendern vart 1460:e år. Denna händelse finns nedtecknad för år 139 f.Kr. men samtida uppgifter saknas för de beräknade Sothisdatumen 1317 och 2773 f.Kr. Sothiscykelns konstanta längd har dock ifrågasatts av astronomer.
Under Egyptens tolfte dynasti finns en kalenderuppgift om stjärnan Sirius uppgång daterad till Senusret III:s sjunde regeringsår. Med detta som utgångspunkt har datumet fastställts till 1872 f.Kr. utifrån vilket en kronologi för den tolfte dynastin har kunnat rekonstruerats (1991-1783 f.Kr.). Detta gäller emellertid endast om observationen skedde från Memfis horisont. Skulle denna astronomiska observation ha skett från Thebe längre söderut förkortas datumet med flera årtionden. Därför finns en "hög" respektive "låg" kronologi för den tolfte dynastin.
En liknande observation av Sirius gjordes under Amenhotep I:s regeringstid. I kombination med månobservationer har en "hög", "medel", och "låg" kronologi utarbetats för det Nya riket med utgångspunkt i den artonde respektive nittonde dynastin.
Egyptens artonde dynasti; Thutmosis III:s regeringstid:
- Hög kronologi: 1504-1450 f.Kr.
- Medel kronologi: 1490-1436 f.Kr.
- Låg kronologi: 1479-1425 f.Kr.

Egyptens nittonde dynasti; Ramses II:s regeringstid:
- Hög kronologi: 1304-1238 f.Kr.
- Medel kronologi: 1290-1224 f.Kr.
- Låg kronologi: 1279-1213 f.Kr.

Ett annat problem med att rekonstruera egyptisk kronologi är att regeringslängden för vissa härskare, exempelvis Thutmosis II, Horemheb och Seti I, är omtvistat, liksom eventuella samregeringar under Akhenatons regeringstid.

## Sammanlänkning av kronologier
Tiden för Amarnabreven utgör en sällsynt källa för att länka samman assyrisk, babylonisk och egyptisk kronologi, såväl som för hela den Främre Orienten. Breven omfattar endast några årtionden, men innehåller betydelsefulla länkar, synkronismer, mellan faraonerna Amenhotep III och hans son Akhenaton med andra kungar i Assyrien, Babylonien, Hettiterriket och Mitanni, samt deras syriska vasallkungar.
Den hettitiska kronologin är helt baserad på länkar med andra riken. Den främsta hettitiska källan är dokument från det hettitiska riksarkivet daterade till Hattusili III:s och Tuthaliya IV:s regeringstider, vilken innehåller korrespondens med samtida assyriska, babyloniska och egyptiska härskare, framförallt Ramses II. Kassiterdynastin och Sjölandsdynastin i Babylonien är helt avhängiga av dateringen av den assyriska kungalistan under det Medelassyriska riket, +/- 10 år, liksom Kidinuid-dynastin och Igihalkid-dynastin i Elam.
Det Gamla Testamentet i Bibeln innehåller en egen kronologi vilken inte låter sig verifieras av utomstående källor förrän vissa länkar finns med framförallt assyrisk kronologi på 800- och 700-talet f.Kr.